# Scopula vacuata
Scopula vacuata là một loài bướm đêm trong họ Geometridae.